# 月光 (吉他作品)
b小调练习曲，作品35之22，别称《月光》，是西班牙作曲家費爾南多·索爾的作品。音乐描述了月光的柔和如水与月夜的深远静谧。古典吉他柔美的声音表达了乐曲的诗意与内涵，可以说这是索尔专为古典吉他所打造的一首小品。